# Walckenaeria lepida
Walckenaeria lepida este o specie de păianjeni din genul Walckenaeria, familia Linyphiidae. A fost descrisă pentru prima dată de Kulczynski, 1885. Conform Catalogue of Life specia Walckenaeria lepida nu are subspecii cunoscute.